# Disa linderiana
Disa linderiana là một loài thực vật có hoa trong họ Lan. Loài này được Bytebier & E.G.H.Oliv. mô tả khoa học đầu tiên năm 2007.